# Cânone de Trento
Cânone de Trento geralmente se refere à lista de livros da Bíblia que passaram a ser reconfirmados canônicos a partir do Concílio de Trento, como já tinham sidos em concílios desde o século 4, os 73 livros. Ele foi formalizado por um decreto (De Canonicis Scripturis) da quarta sessão, em 4 de abril de 1546, passado em votação (24 sim; 15 não; 16 abstenções). Com esta decisão, o Concílio de Trento confirmou uma lista idêntica que já havia sido localmente aprovada em 1442 pelo Concílio de Florença (sessão 11, 4 de fevereiro de 1442) e que já existia em listas canônicas mais antigas deixadas pelos concílios de Cartago e Roma no século IV.
A lista reconfirmou que os livros deuterocanônicos estavam no mesmo nível dos demais livros do cânone — Lutero havia colocado estes livros entre os  apócrifos do Antigo Testamento, assim como colocou livros do Novo Testamento como apócrifos, em seu cânon — e encerrou o debate sobre os antilegomena, coordenando a tradição com as escrituras como guia da fé. O concílio também reafirmou a tradução para o latim de Jerônimo, a Vulgata, como autoritativa para o texto das escrituras, ao contrário das visões protestantes de que os textos gregos e hebraicos eram mais autoritativos. Posteriormente, em 3 de setembro de 1943, o papa Pio XII emitiu a encíclica Divino afflante Spiritu permitindo aos católicos que utilizassem traduções baseadas em outros textos diferentes da Vulgata.

## Lista

### Antigo Testamento
| “ | Do Antigo Testamento: os cinco livros de Moisés, a saber, Gênesis, Êxodo, Levítico, Números, Deuteronômio; Livro de Josué, Juízes, Rute, quatro livros dos Reis [ I, II, III, IV ], dois de Paralipômenos [ I Crônicas, II Crônicas ], o primeiro livro de Esdras, e o segundo, que é chamado de Neemias; Tobias, Judite, Ester, Jó, o Saltério de Davi, que consiste em 150 salmos; os Provérbios, Eclesiastes, o Cântico dos Cânticos, Sabedoria, Eclesiástico, Isaías, Jeremias, com Baruque; Ezequiel, Daniel; os doze profetas menores, a saber, Oseias, Joel, Amós, Abdias, Jonas, Miqueias, Naum, Habacuque, Sofonias, Ageu, Zacarias, Malaquias; dois livros dos Macabeus, o primeiro e o segundo. | ” |
|   | — Cânone de Trento sobre o Antigo Testamento. |   |

### Novo Testamento
| “ | Do Novo Testamento: os quatro Evangelhos, de acordo com Mateus, Marcos, Lucas e João; os Atos dos Apóstolos, escritos por Lucas, o Evangelista; quatorze epístolas de Paulo, (uma) aos Romanos, duas aos Coríntios [ I, II Coríntios ], (uma) aos Gálatas, aos Efésios, aos Filipenses, aos Epístola aos Colossenses, duas aos Tessalonicenses [ I, II ], duas a Timóteo [ I, II ], (uma) a Tito, a Filêmon, aos Hebreus; duas de Pedro, o Apóstolo [ I, II ], três de João, o Apóstolo [ I, II, III ], uma do apóstolo Tiago, uma de Judas, o Apóstolo e o Apocalipse de João, o Apóstolo | ” |
|   | — Cânone de Trento sobre o Novo Testamento. |   |